# يحيى المعتلي بالله
المعتلي بالله أبو زكريا يحيى بن علي بن حمود (385 هـ - 427 هـ) تاسع خلفاء الأندلس، وثالث حكام بني حمود بالأندلس، ومؤسس طائفة مالقة إحدى ممالك الطوائف التي تكونت في أثناء فتنة الأندلس.

## خلافته
بعد مقتل علي بن حمود في قصره على يد ثلاثة خدمه الصقالبة في 2 ذي القعدة 408 هـ. تولى أخاه القاسم بن حمود خلافة قرطبة. وسار على نهج مغاير لنهج أخيه في تعامله مع أهل قرطبة، بملاينتهم وأسقاط بعض المكوس عنهم، كذا حاول التخلص من سيطرة البربر على شئون الخلافة، باتخاذ بطانة من السود بديلاً عن البربر.
في الوقت ذاته، كان يحيى بن علي بن حمود يرى نفسه الأحق بخلافة أبيه، فأعد لذلك عُدّته، فعبر من ولايته في سبتة إلى ولاية أخيه إدريس في مالقة التي اتخذها قاعدة لتجميع قواته للزحف على قرطبة، وهو ما نجح فيه. فما أن بلغ عمه زحف جيش يحيى على قرطبة، حتى رأى أن يغادرها إلى إشبيلية ولايته القديمة في عهد أخيه علي في 23 ربيع الآخر 412 هـ، قبل وصول جيش يحيى الذي بويع بالخلافة في قرطبة في غرة جمادى الأولى 412 هـ. غير أن حالة الود التي بين يحيى والبربر لم تدم طويلاً، فخلعوه في 12 ذي القعدة 413 هـ ليخرج من قرطبة إلى مالقة، ليعود عمه القاسم للخلافة في 18 ذي القعدة 413 هـ. حرص القاسم بن حمود في خلافته الثانية على التودد للبربر، فأطلق يدهم، فاشتدوا في معاملة أهل قرطبة الذين ضجوا من معاملة البربر واستعدوا لقتالهم، وخلعوا القاسم في 21 جمادى الآخرة 414 هـ، ثم قاتلوا القاسم والبربر وهزموهم، ففرّ القاسم إلى إشبيلية ومنها إلى شريش. كان يحيى قد سيطر على مالقة إضافة إلى سبتة وطنجة، فحاصر شريش التي استسلمت له بعد فترة، فأسر عمه وابنيه محمد والحسن، وظل عمه حبيسًا إلى وفاته عام 431 هـ.
بعد أن خلع أهل قرطبة القاسم بن حمود رأوا أن يردوا الخلافة إلى أمويي الأندلس، ووقع اختيارهم على عبد الرحمن المستظهر بالله الذي لم يمض على خلافته أيام حتى أساء استغلال سلطته، فخلعه أهل قرطبة. ثم تولى بعده محمد المستكفي بالله لعام ونصف أمضاها في فساد ومجون، فخلعوه في 25 ربيع الأول 416 هـ، ثم ظلت قرطبة لأشهر في حالة من الفوضى، إلى أن سار إليها يحيى بن علي في قواته، ودخلها في 15 رمضان 416 هـ، وظل بها حتى أوائل محرم 417 هـ، ثم غادر قرطبة إلى مالقة، تاركًا إدارتها لاثنين من وزرائه مع حامية قوامها ألف من البربر. وخلال شهرين، كان خيران وزهير العامريان قد ساروا إلى قرطبة، وألّبوا أهلها على الفتك بالبربر، فتم ذلك في 20 ربيع الأول 417 هـ.
بعد خلعه للمرة الثانية، لم يبق بيد يحيى بن علي سوى مناطق سيطرته السابقة، والتي كان يتهددها حاكم إشبيلية محمد بن إسماعيل بن عباد، فبدأ يحيى بمهاجمة قرمونة وانتزعها من محمد بن عبد الله البرزالي زعيم بني برزال، وانتقل يحيى إليها. تحالف البرزالي مع ابن عباد، ثم ما لبث أن قُتل يحيى في إحدى معاركه مع قوات ابن عباد قرب قرمونة في المحرم 427 هـ، وخلفه في مُلكه أخاه إدريس الذي كان واليًا لأخيه على سبتة.